# Tanquinho
Tanquinho là một đô thị thuộc bang Bahia, Brasil. Đô thị này có diện tích 215,5 km², dân số năm 2007 là 5403 người, mật độ 25,8 người/km².